# Colpotrochia flava
Colpotrochia flava là một loài tò vò trong họ Ichneumonidae.